# María Moreno Llácer
María Moreno Llácer (Valencia, 1984) es una investigadora española especializada en física de partículas y ha formado parte de la Organización Europea para la Investigación Nuclear (CERN). En 2018, fue galardonada con el premio de la Real Sociedad Española de Física. 

## Trayectoria
Es licenciada en Física por la Universidad de Valencia (UV) y doctora por el Instituto de Física Corpuscular (IFIC). Su tesis doctoral, titulada Search for CP violation in single top quark events with the ATLAS detector at LHC (Búsqueda de violación CP en eventos de quark top único con el detector ATLAS en el LHC), se centró en el experimento ATLAS del Gran colisionador de hadrones (LHC) del CERN, en Suiza.
En 2013, comenzó su etapa postdoctoral en la Universidad de Gotinga, en Alemania y posteriormente en el propio CERN, donde consiguió una beca de investigación "Research Fellow". Durante su tiempo en el CERN, ha coordinado varios grupos de trabajo de la colaboración científica ATLAS y ha liderado numerosos análisis relacionados con el bosón de Higgs y el cuark cima, dos partículas fundamentales en la física de partículas, dos de su áreas de investigación.
En 2019, regresó al IFIC con una beca "Junior Leader" de la Fundación "la Caixa". Trabaja como investigadora de la Fundación Ramón y Cajal y docente en la Facultad de Física de la Universitat de València. También supervisa a estudiantes de grado, máster y doctorado, y es la investigadora principal de varios proyectos financiados, como el programa GenT-SEJI de la Generalidad Valenciana y una beca Leonardo de la Fundación BBVA.
Forma parte del Consejo Científico de la Fundación Gadea Ciencia (desde 2022), el Jurado de los Premios RSEF-BBVA 2022, es miembro del Observers Committe of the African Strategy For Fundamental and Applied Physics(desde 2021), tribunales de tesis doctorales y es coordinadora de la Oficina de Jóvenes Investigadores (OJI) del IFIC(desde 2021) y evaluadora de becas de la Fundación La Caixa.
Además de su labor investigadora y docente, Moreno está comprometida con la divulgación científica y la promoción de la visibilidad de las mujeres en la ciencia. Ha participado en numerosos proyectos de divulgación que buscan acercar la física de partículas al público general. Su investigación busca explorar anomalías observadas en el comportamiento de partículas elementales, lo que podría abrir nuevas líneas de investigación en el campo y desafiar algunas predicciones del Modelo Estándar de la física de partículas.

## Reconocimientos
Sus contribuciones le han valido diversos reconocimientos, entre ellos el Premio Investigador Novel en Física Experimental de la RSEF-BBVA en 2018, el Leona Woods Distinguished Postdoctoral Lectureship Award del Brookhaven National Laboratory (Estados Unidos) y el XV Premio Científico-Técnico de Algemesí.
También en 2018, fue galardonada con el Premio de la Real Sociedad Española de Física - Fundación BBVA: Investigador Novel en Física Experimentalque reconoce la creatividad, el esfuerzo y el logro en el campo de la física para servir así de estímulo a los y las profesionales que desarrollan su labor tanto en la investigación como en los ámbitos de la enseñanza media y universitaria, la innovación, la tecnología y la divulgación
Así mismo, ha recibido el Leona Woods Distinguished Postdoctoral Lectureship Award del Brookhaven National Laboratory (BNL) de Nueva York, Estados Unidos, patrocinado para celebrar los logros científicos de destacadas mujeres físicas, físicos de grupos minoritarios infrarrepresentados y físicos LGBTQ, y para promover la diversidad y la inclusión en esta área de las ciencias. Dos años más tarde, en 2020, obtuvo el XV Premio Cientifico-técnico Ciutat d'Algemesí,uno de los más importantes en el panorama de la investigación científica en la Comunidad Valenciana.